# Załuże (województwo małopolskie)
Załuże – wieś w Polsce, położona w województwie małopolskim, w powiecie dąbrowskim, w gminie Szczucin.
W latach 1975–1998 miejscowość należała administracyjnie do województwa tarnowskiego.
| SIMC    | Nazwa     | Rodzaj                          |
| ------- | --------- | ------------------------------- |
| 1048871 | Górka     | część wsi (zniesiona w 2023 r.) |
| 1048888 | Łabuzówka | część wsi(zniesiona w 2023 r.)  |
| 0831333 | Podebreń  | część wsi                       |
| 0831340 | Podgórze  | część wsi                       |
| 0831356 | Różnica   | część wsi                       |